# توماس إتش. كوك
توماس إتش. كوك (بالإنجليزية: Thomas H. Cook)‏ (19 سبتمبر 1947، فورت باين في الولايات المتحدة)؛ كاتب وروائي أمريكي.

## روابط خارجية
- توماس إتش. كوك على موقع IMDb (الإنجليزية)
- توماس إتش. كوك على موقع قاعدة بيانات الفيلم (الإنجليزية)